# Rocky Ridge (Utah)
Pour les articles homonymes, voir Rocky Ridge.
Rocky Ridge est une municipalité américaine située dans le comté de Juab en Utah. Lors du recensement de 2010, sa population est de 733 habitants. 

## Géographie
Rocky Ridge est située entre le réservoir Mona et le lac Utah, aux pieds de la chaîne Wasatch, dans le centre de l'Utah. Elle est desservie par l'Interstate 15.
La municipalité s'étend en 2010 sur une superficie de 2,12 milles carrés (5,49 km2).

## Histoire
La localité de York est fondée en 1875, lorsqu'elle devient le terminus de l'Utah Southern Railroad. Elle est cependant abandonnée lorsque le chemin de fer s'étend vers le sud.
Rocky Ridge est fondée sur ces terres près de deux siècles plus tard, en 1971, par la famille de Marvin Allred, membre d'une secte mormone fondamentalisme (Apostolic United Brethren). Elle devient une municipalité en 1996 et accueille encore aujourd'hui une importante communauté fondamentaliste et polygame.

## Démographie
Selon l'American Community Survey de 2018, la population de Rocky Ridge est presque exclusivement blanche (à plus de 99 %) et particulièrement jeune, avec un âge médian de 16 ans (contre 38 ans aux États-Unis). Alors que de nombreux habitants pratiquent la polygamie, les moins enfants de 5 ans représentent 18 % de la population de la ville, contre 8 % en Utah et 6 % dans le pays,.
Le revenu médian par foyer est de 55 682 dollars à Rocky Ridge, sensiblement inférieur à celui de l'Utah (68 374 dollars) ou des États-Unis (60 293 dollars). Ainsi, 25,6 % de sa population vit sous le seuil de pauvreté contre 9 % dans l'État et 11,8 % à l'échelle du pays,.